# Labium (insecten)

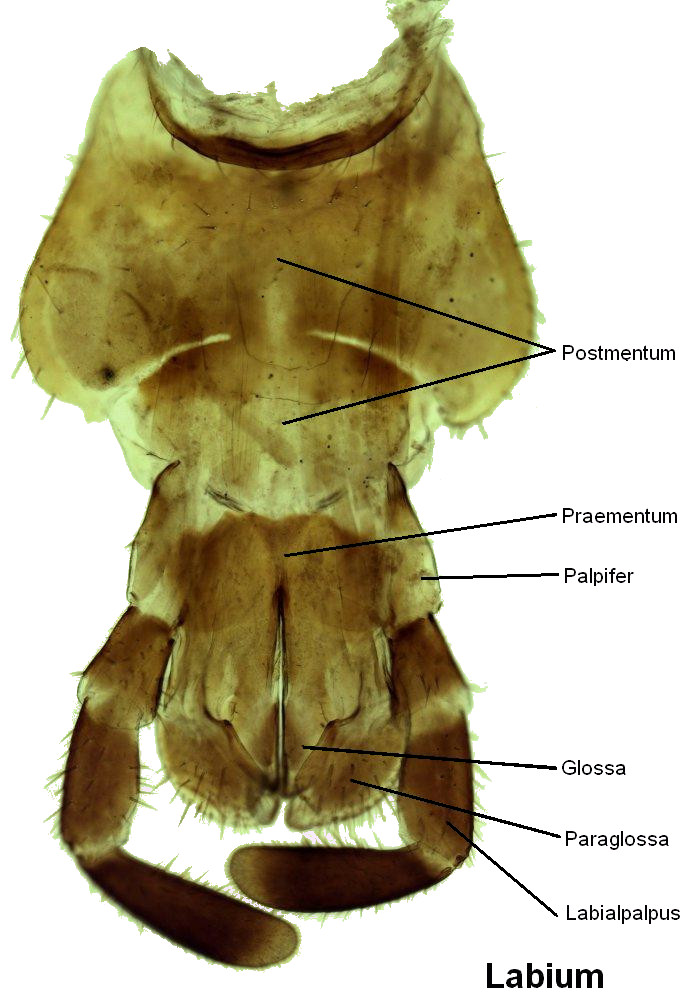
Labium van de Amerikaanse kakkerlak (Periplaneta americana)

Het labium (onderkaak) is het onderste deel van de mond van een insect. Het labium bestaat vaak uit een aantal chitineuze platen. Vaak zijn aan het labium verschillende onderkaaktasters gelegen. Deze onderkaaktasters worden ook wel labiale palpen genoemd en zijn te beschouwen als de voelsprieten van de monddelen. De tasters zijn vaak aan het mentum gelegen, dit is het voorste deel van het labium.
Het bovenste deel van de monddelen wordt het labrum of bovenkaak genoemd.

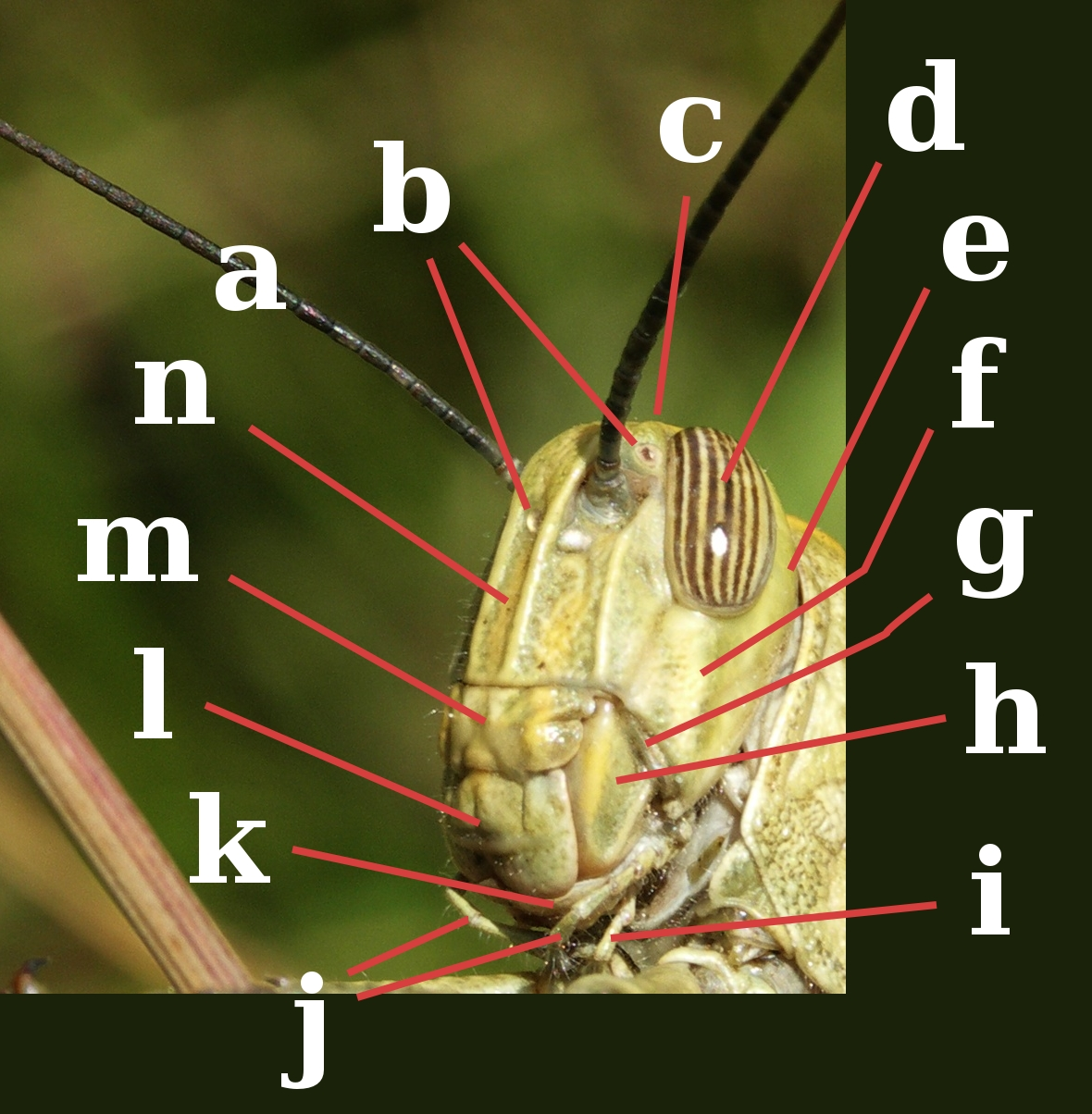
Kop van Rechtvleugeligen, Veldsprinkhanen. a:antenne; b:ocelli; c:vertex; d:samengesteld oog; e:occiput (achterkant van de kop); f:gena {wangen}; g:pleurostoma (deel van het subgenale gebied boven de mandibel); h:mandibel; i:labiale palp; j:maxillaire palpen; k:maxilla; l:labrum; m:clypeus; n:frons.
Voorkant kop